# ۳-هیدروکسی‌فنازپام
۳-هیدروکسی‌فنازپام (انگلیسی: 3-Hydroxyphenazepam) یک بنزودیازپین با خواص خواب‌آور، آرام‌بخش، ضداضطراب و ضد تشنج است. این ماده یک متابولیت فعال فنازپام و همچنین متابولیت فعال پیش داروی بنزودیازپین سینازپام است. ۳-هیدروکسی فنازپام نسبت به فنازپام، خاصیت آرام بخشی کمتری دارد. مانند سایر بنزودیازپین‌ها، ۳-هیدروکسی فنازپام به عنوان یک تعدیل کننده مثبت آلوستریک جایگاه بنزودیازپین گیرنده GABAA عمل می‌کند. این دارو به‌عنوان یک داروی طراح به‌صورت آنلاین فروخته شده است.